# Jay C. Buckey
Jay Clark Buckey, Jr. (* 6. Juni 1956 in New York City) ist ein US-amerikanischer Arzt und hat als Nutzlastspezialist an einem Raumflug teilgenommen. Er war aber kein Berufsastronaut.
Buckey erhielt 1977 einen Bachelor in Elektrotechnik und 1981 einen Doktorgrad in Medizin, beides von der Cornell University. Er absolvierte sein Praktikum am Cornell Medical Center in New York und schloss seine Ausbildung am Dartmouth-Hitchcock Medical Center in Lebanon (New Hampshire) ab. Seit 1996 ist Buckey Professor für Medizin an der Dartmouth Medical School. Außerdem ist er auch Fliegerarzt beim Air Force Reserve Command.

## Astronautentätigkeit
Buckey bewarb sich für die Astronautengruppe 13 (1990) und sechs Jahre später für die Gruppe 16 der NASA. Er kam zwar in die Endauswahlen, wurde jedoch nicht ausgewählt.
Am 6. Dezember 1991 wurde Buckey von der NASA als Nutzlastspezialist für die schließlich im Oktober 1993 durchgeführte Spacelab-Mission STS-58 nominiert. Buckey war allerdings nur Ersatzmann für Martin Fettman und kam deswegen noch nicht zum Einsatz.
Am 4. April 1996 wurde Buckey erneut als Nutzlastspezialist für eine Spacelab-Mission aufgestellt. Zwei Jahre später, im April 1998, nahm er an Bord der Raumfähre Columbia an der Mission STS-90 teil. Die 16-tägige Neurolab-Mission diente vor allem der Erforschung der Auswirkungen der Schwerelosigkeit auf Gehirn und Nervensystem. Buckey leitete dabei das von ihm mitentwickelte Experiment „Cardiovascular Adaption to Zero-Gravity“.

## Politische Tätigkeit
Buckey ist Mitglied der Demokratischen Partei und beabsichtigte eine Kandidatur bei der Senatswahl 2008 im Staat New Hampshire. Zwischenzeitlich zog er sich jedoch aus dem Wahlkampf zurück; die demokratische Nominierung ging dann an Jeanne Shaheen, die dann auch den Amtsinhaber John E. Sununu bezwang.

## Privates
Jay Buckey und seine Frau Sarah haben einen Sohn und zwei Töchter. 